# Novelle (wetgeving)
Een novelle is in de Nederlandse wetgeving een, veelal in omvang beperkt, wetsvoorstel dat dient ter verbetering of aanvulling van een wetsvoorstel dat reeds bij de Eerste Kamer aanhangig is of al wel is aangenomen, maar nog niet van kracht is geworden. De plenaire behandeling van de wet die het betreft wordt dan in de Eerste Kamer uitgesteld of geschorst totdat de novelle door de Tweede Kamer is aanvaard. De wet kan echter ook door de Eerste Kamer worden aangenomen op voorwaarde dat de novelle achteraf alsnog wordt uitgevoerd.
Aanvankelijk waren novelles vooral bedoeld om technische gebreken in een wetsvoorstel na de behandeling in de Tweede Kamer te herstellen. Later gingen ze in toenemende mate ook gebruikt worden om politieke bezwaren van de Eerste Kamer min of meer in de Tweede Kamer af te dwingen.

## Gebruik
Een novelle kan door de regering worden ingediend als bij de behandeling van een wetsvoorstel in de Eerste Kamer blijkt dat er een fout in dat voorstel zit. Bij bezwaren van de Eerste Kamer tegen een bepaald onderdeel van het wetsvoorstel krijgt de regering de keuze om het wetsvoorstel te verwerpen of te wijzigen.
Aangezien de Eerste Kamer niet het recht van amendement heeft, kan een wijziging in een wetsvoorstel alleen via nieuw wetsvoorstel (de novelle) tot stand komen. De novelle volgt de normale gang van het wetsvoorstel, en wordt – als het door de Tweede Kamer is aangenomen – tegelijkertijd met het oorspronkelijke wetsvoorstel door de Eerste Kamer afgehandeld. De Eerste Kamer kan eventueel ook het te wijzigen wetsvoorstel aanvaarden met de toezegging van de regering dat deze aanpassing (later) door middel van een novelle aan de Tweede Kamer zal voorstellen. De regering kan daarbij ook toezeggen dat de wet, of een bestreden onderdeel, in de tussentijd nog niet in werking treedt. Dit kan gemakkelijk als de eerste wet in werking treedt bij Koninklijk Besluit (in het geval van een bestreden onderdeel: waarbij de wet bepaalt dat dit onderdeel op een andere datum dan de rest in werking kan treden).

## Juridische basis
Over de rechtmatigheid van het indienen van een novelle bestaat enige discussie. Indien de regering namelijk tegemoetkomt aan een verzoek van de Eerste Kamer om een novelle in te dienen, wordt die Kamer feitelijk het recht van amendement gegeven (er is ook wel sprake van een verkapt amendementsrecht). Formeel heeft de Eerste Kamer alleen het recht om te oordelen over een wetsvoorstel zoals dat na behandeling in de Tweede Kamer luidt.
Aangezien het echter de regering is, die uiteindelijk bepaalt of er wel of geen novelle wordt ingediend, wordt aan dit bezwaar niet zo veel waarde gehecht. De Raad van State heeft in 1974 in een advies uitgesproken dat het indienen van een novelle is toegestaan, mits dat niet te vaak gebeurt.

## Voor- en nadelen
De novelle-procedure heeft als voordeel dat op vrij eenvoudige wijze een fout in een nog niet aangenomen wetsvoorstel kan worden hersteld. Daardoor hoeft niet de gehele behandeling opnieuw te geschieden.
Als via een novelle echter inhoudelijke wijzigingen worden aangebracht op een wetsvoorstel dat al door de Tweede Kamer was aangenomen, dan zijn er meer bezwaren. Op die wijze worden zowel de regering als de Tweede Kamer onder druk gezet.
Formeel kan de regering besluiten geen novelle in te dienen, en de Tweede Kamer kan de novelle afwijzen, maar dan bestaat het gevaar dat het oorspronkelijke wetsvoorstel alsnog door de Eerste Kamer wordt verworpen. Zowel de regering als de Tweede Kamer worden zo dus onder druk gezet. Op die wijze wordt het politieke primaat van de Tweede Kamer ondergraven.
Praktisch gesproken is er niet zoveel verschil tussen verwerping, intrekking en een novelle. Ook als de Eerste Kamer een wetsvoorstel verwerpt of de regering zich genoodzaakt ziet het wetsvoorstel in te trekken, wordt later vaak een nieuw gewijzigd wetsvoorstel ingediend. En op die wijze wordt dan alsnog tegemoetgekomen aan de bezwaren van de Eerste Kamer.
Bij de behandeling van het wetsvoorstel tot herindeling van Twente bestonden in de Eerste Kamer onoverkomelijke bezwaren tegen de samenvoeging van Hengelo en Enschede. De regering zag zich toen gedwongen het gehele voorstel in te trekken. Korte tijd later diende de regering een nieuw wetsvoorstel in, waaruit het omstreden onderdeel was weggelaten.
Een novelle had hetzelfde kunnen bewerkstelligen, maar om wetstechnische redenen werd besloten om het gehele voorstel te herzien.

## De praktijk
Het aantal novelles is relatief beperkt. Per vergaderjaar zijn dat er over het algemeen niet meer dan twee of drie.
In 1999 dwong de Eerste Kamer een bredere werking af van een wetsvoorstel over regels voor gemeentelijke herindeling. In het oorspronkelijke voorstel stond dat een wettelijke regeling bij een herindeling verplicht was als daarbij 15 procent van het inwonertal van de gemeenten was betrokken. De Eerste Kamer verlaagde dat tot 10 procent.
In 1985 dwong de Eerste Kamer af dat planologische kernbeslissingen (PKB) (over grote ruimtelijke projecten) ook door de Eerste Kamer moesten worden behandeld. In het oorspronkelijke voorstel stond dat een PKB alleen in de Tweede Kamer zou worden besproken.
Een voorbeeld van een technische novelle was een wijziging van het wetsvoorstel tot regeling van de leer-werktrajecten in het vmbo. Ten onrechte was daarin bepaald dat elke schoolweek in het derde en vierde leerjaar zowel binnenschools onderricht als buitenschools praktijkonderwijs zou omvatten. Bedoeld was te regelen dat elke schoolweek in die beide leerjaren in elk geval binnenschools onderricht omvat. De novelle verbeterde het oorspronkelijke wetsvoorstel.
De Wet van 3 juli 2013, houdende wijziging van de Wet verhuurderheffing was een novelle bij de Wet van 3 juli 2013, houdende invoering van een verhuurderheffing (Wet verhuurderheffing), die de wet tijdelijk maakte, namelijk alleen voor het jaar 2013. De novelle bestond uit:
- Indien .. tot wet wordt verheven, wordt die wet als volgt gewijzigd: ..
- Indien .. tot wet is of wordt verheven en die wet in werking treedt, treedt deze wet op hetzelfde tijdstip in werking."